# 77318 Danieltsui
77318 Danieltsui este un asteroid din centura principală de asteroizi.

## Descriere
77318 Danieltsui este un asteroid din centura principală de asteroizi. A fost descoperit pe 27 martie 2001 la Desert Beaver Observatory de William Kwong Yu Yeung. Asteroidul prezintă o orbită caracterizată de o semiaxă mare de 2,30 ua, o excentricitate de 0,09 și o înclinație de 5,2° în raport cu ecliptica.